# Timor

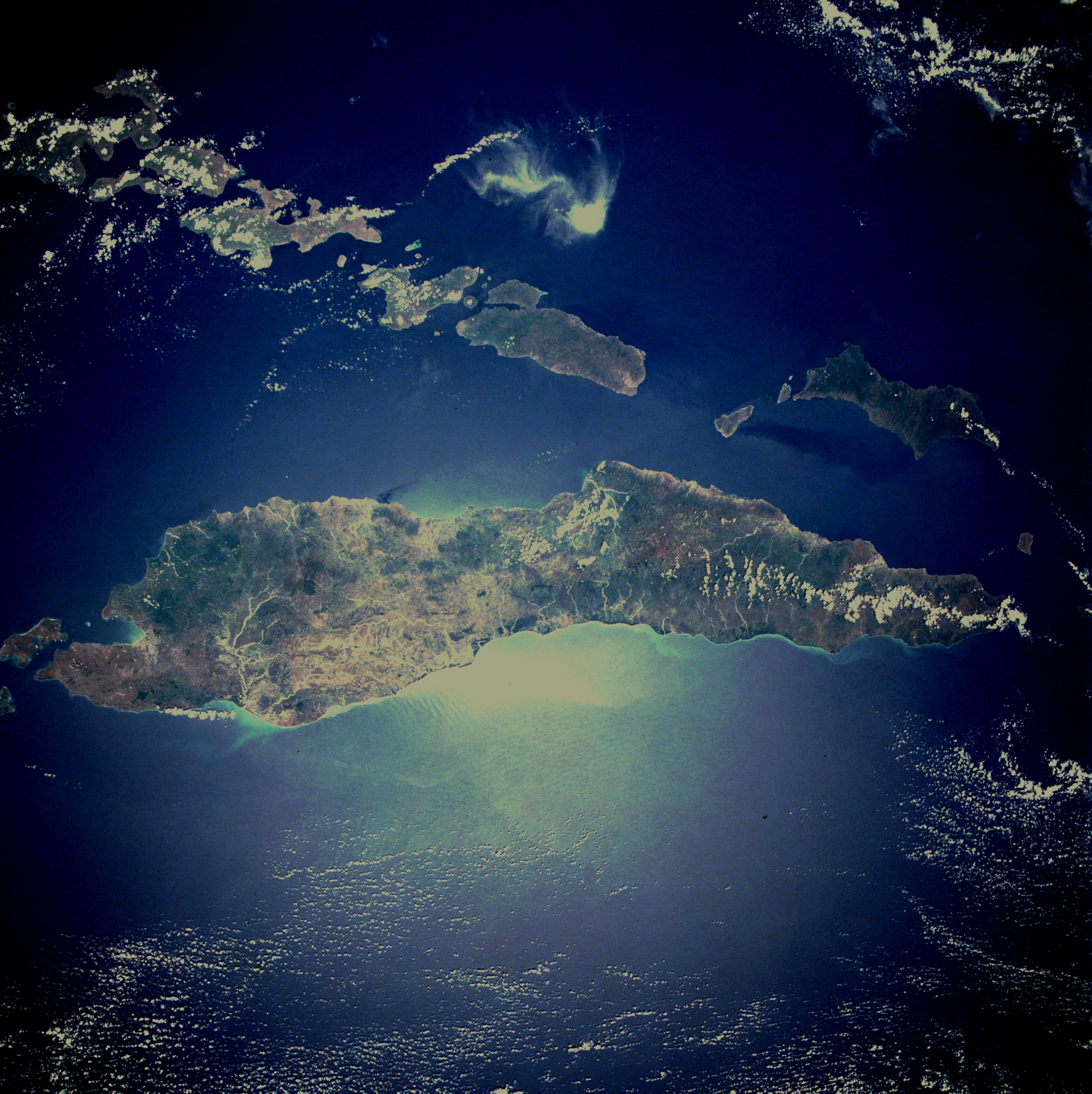
satellitbild

Timor är den östligaste och största av öarna i Små Sundaöarna i Sydostasien. Den är uppdelad i den självständiga staten Östtimor och i Västtimor som är en del av provinsen Nusa Tenggara Timur i Indonesien.
Östtimor utgjorde tidigare en portugisisk och Västtimor en nederländsk koloni. 
Timor var ockuperat av Japan 1942–1945 och Västtimor blev efter det Indonesiska självständighetskriget en del av Indonesien 1949 medan Östtimor var portugisiskt fram till självständighetsförklaringen 1975.
I samband med omvälvningarna i moderlandet 1974 kunde portugiserna inte längre kontrollera Östtimor. Den 28 november 1975 utropade Östtimor sig som självständig stat (precis som övriga tidigare portugisiska kolonier gjorde). Indonesien invaderade emellertid landet 7 december 1975 och förklarade området införlivat. Under den därpå följande frihetskampen fick 200 000 människor sätta livet till. Vid en folkomröstning 1999 röstade 78,5% av östtimorianerna för självständighet, vilket förverkligades 20 maj 2002. Västtimor är däremot en del av Indonesien.